# Araripesaurus
Araripesaurus – rodzaj pterozaura. Jest to pierwszy gad z tego rzędu ze sławnej formacji Santana znajdującej się w Brazylii. Nazwany został od fragmentów dłoni i skrzydeł, których rozpiętość szacuje się na 2 m. Żył we wczesnej kredzie.

## Gatunki
W rodzaju tym wyróżnia się tylko 1 gatunek:
- A. castilhoi